# Betulaphis longicornis
Betulaphis longicornis är en insektsart. Betulaphis longicornis ingår i släktet Betulaphis och familjen långrörsbladlöss. Inga underarter finns listade i Catalogue of Life.